# ندا هیگل
ندا هیگل (به انگلیسی: Nađa Higl) (زادهٔ ۲ ژانویهٔ ۱۹۸۷) شناگر اهل صربستان است.